# Fins voetbalelftal in 1982
Het Fins voetbalelftal speelde in totaal negen interlands in het jaar 1982, waaronder drie wedstrijden in de kwalificatiereeks voor de EK-eindronde 1984 in Frankrijk. De nationale selectie stond onder leiding van bondscoach Martti Kuusela, de opvolger in de in 1981 afgezwaaide Esko Malm. Verdediger Esa Pekonen en aanvaller Juhani Himanka kwamen in alle negen duels in actie voor hun vaderland, van de eerste tot en met de laatste minuut.

## Balans
| Wedstrijden | Wedstrijden | Wedstrijden | Wedstrijden | Doelpunten | Doelpunten | Doelpunten | Punten |
| Gespeeld    | Winst       | Gelijk      | Verlies     | Voor       | Tegen      | Saldo      | Punten |
| ----------- | ----------- | ----------- | ----------- | ---------- | ---------- | ---------- | ------ |
| 9           | 2           | 2           | 5           | 13         | 20         | –7         | 0.667  |

## Interlands
|                                                        |                                           |       |                                                      |                                                                                     |
| 20 februari Vriendschappelijk № 394 «onderlinge duels» | Finland                                   | 2 – 2 | Zweden                                               | Lahden Suurhalli, Lahti Toeschouwers: 1.000 Scheidsrechter: Reidar Bjørnestad (NOR) |
| 20 februari Vriendschappelijk № 394 «onderlinge duels» | Pasi Jaakonsaari ??' Pasi Jaakonsaari ??' |       | 9' (pen.) Thomas Ahlström 43' (pen.) Thomas Ahlström | Lahden Suurhalli, Lahti Toeschouwers: 1.000 Scheidsrechter: Reidar Bjørnestad (NOR) |

|                                                        |                                          |       |                           |                                                                                     |
| 21 februari Vriendschappelijk № 395 «onderlinge duels» | Finland                                  | 2 – 1 | Zweden                    | Lahden Suurhalli, Lahti Toeschouwers: 1.500 Scheidsrechter: Reidar Bjørnestad (NOR) |
| 21 februari Vriendschappelijk № 395 «onderlinge duels» | Pasi Jaakonsaari ??' Jukka Ikäläinen ??' |       | 69' (pen.) Sven Dahlqvist | Lahden Suurhalli, Lahti Toeschouwers: 1.500 Scheidsrechter: Reidar Bjørnestad (NOR) |

|                                              |                      |       |                    |                                                                                       |
| 28 april Nordic Cup № 396 «onderlinge duels» | Noorwegen            | 1 – 1 | Finland            | Stavanger Stadion, Stavanger Toeschouwers: 5.700 Scheidsrechter: Peer Frickmann (DEN) |
| 28 april Nordic Cup № 396 «onderlinge duels» | Hallvar Thoresen 76' |       | 16' Jyrki Nieminen | Stavanger Stadion, Stavanger Toeschouwers: 5.700 Scheidsrechter: Peer Frickmann (DEN) |

|                                                   |                         |       |                                                                     |                                                                                      |
| 3 juni Vriendschappelijk № 397 «onderlinge duels» | Finland                 | 1 – 4 | Engeland                                                            | Olympiastadion, Helsinki Toeschouwers: 21.521 Scheidsrechter: Romualdas Yushka (URS) |
| 3 juni Vriendschappelijk № 397 «onderlinge duels» | Kai Haaskivi 83' (pen.) |       | 14' Paul Mariner 27' Bryan Robson 58' Bryan Robson 61' Paul Mariner | Olympiastadion, Helsinki Toeschouwers: 21.521 Scheidsrechter: Romualdas Yushka (URS) |

|                                                    |                                                   |       |                                                 |                                                                             |
| 11 juli Vriendschappelijk № 398 «onderlinge duels» | Finland                                           | 3 – 2 | IJsland                                         | Olympiastadion, Helsinki Toeschouwers: 7.491 Scheidsrechter: Bo Helén (SWE) |
| 11 juli Vriendschappelijk № 398 «onderlinge duels» | Keijo Kousa ??' Atik Ismail ??' Olavi Himanka ??' |       | 55' (pen.) Martein Geirsson 70' Atli Edvaldsson | Olympiastadion, Helsinki Toeschouwers: 7.491 Scheidsrechter: Bo Helén (SWE) |

|                                                 |                                                |       |                                 |                                                                           |
| 11 augustus Nordic Cup № 399 «onderlinge duels» | Denemarken                                     | 3 – 2 | Finland                         | Parken, Kopenhagen Toeschouwers: 5.700 Scheidsrechter: Ulf Eriksson (SWE) |
| 11 augustus Nordic Cup № 399 «onderlinge duels» | Lars Bastrup 4' Søren Lerby 66' Søren Busk 72' |       | 8' Ari Valvee 37' Hannu Turunen | Parken, Kopenhagen Toeschouwers: 5.700 Scheidsrechter: Ulf Eriksson (SWE) |

|                                                      |                                |       |                                                                               |                                                                                          |
| 8 september EK-kwalificatie № 400 «onderlinge duels» | Finland                        | 2 – 3 | Polen                                                                         | Olympiastadion, Helsinki Toeschouwers: 2.845 Scheidsrechter: Marcel Van Langenhove (BEL) |
| 8 september EK-kwalificatie № 400 «onderlinge duels» | Ari Valvee 82' Keijo Kousa 84' |       | 16' (pen.) Włodzimierz Smolarek 28' Dariusz Dziekanowski 72' Janusz Kupcewicz | Olympiastadion, Helsinki Toeschouwers: 2.845 Scheidsrechter: Marcel Van Langenhove (BEL) |

|                                                       |         |                                     |          |                                                                                    |
| 22 september EK-kwalificatie № 401 «onderlinge duels» | Finland | 0 – 2                               | Portugal | Olympiastadion, Helsinki Toeschouwers: 3.132 Scheidsrechter: Klaus Scheurell (GDR) |
| 22 september EK-kwalificatie № 401 «onderlinge duels» |         | 15' Nené 88' António Jesus Oliveira |          | Olympiastadion, Helsinki Toeschouwers: 3.132 Scheidsrechter: Klaus Scheurell (GDR) |

|                                                     |                                        |       |         |                                                                                |
| 13 oktober EK-kwalificatie № 402 «onderlinge duels» | Sovjet-Unie                            | 2 – 0 | Finland | Lenin Stadion, Moskou Toeschouwers: 18.000 Scheidsrechter: Jacob Baumann (SUI) |
| 13 oktober EK-kwalificatie № 402 «onderlinge duels» | Sergei Baltacha 2' Sergei Andreyev 59' |       |         | Lenin Stadion, Moskou Toeschouwers: 18.000 Scheidsrechter: Jacob Baumann (SUI) |

## Statistieken
| Olli Huttunen    | 1960-08-04 | FC Haka           | 5 | 1 | 0 | 13 | 0 |
| Pertti Alaja     | 1952-02-18 | Malmö FF          | 3 | 0 | 0 | 3  | 0 |
| Olli Isoaho      | 1956-03-02 | Arminia Bielefeld | 1 | 1 | 0 | 16 | 0 |
| Verdediging      |            |                   |   |   |   |    |   |
| Esa Pekonen      | 1961-11-04 | Kuusysi Lahti     | 9 | 0 | 0 | 14 | 0 |
| Mikael Granskog  | 1961-03-26 | IFK Norrköping    | 6 | 1 | 0 | 7  | 0 |
| Ilkka Remes      | 1963-07-29 | Kuusysi Lahti     | 6 | 1 | 0 | 7  | 0 |
| Aki Lahtinen     | 1958-10-31 | Notts County      | 6 | 0 | 0 |    |   |
| Pauno Kymäläinen | 1949-10-14 | TPS Turku         | 5 | 1 | 0 |    |   |
| Reijo Vaittinen  | 1956-01-24 | MP Mikkeli        | 2 | 0 | 0 |    |   |
| Risto Salonen    | 1955-12-11 | FC Haka           | 1 | 1 | 0 |    |   |
| Keijo Kousa      | 1959-07-27 | Kuusysi Lahti     | 0 | 5 | 2 | 12 | 4 |
| Middenveld       |            |                   |   |   |   |    |   |
| Hannu Turunen    | 1956-06-24 | Koparit Kuopio    | 8 | 0 | 1 |    |   |
| Jukka Ikäläinen  | 1957-05-14 | Örgryte IS        | 7 | 0 | 1 |    |   |
| Jari Parikka     | 1961-09-08 | HJK Helsinki      | 5 | 1 | 0 | 6  | 0 |
| Pasi Rautiainen  | 1961-07-18 | Arminia Bielefeld | 4 | 0 | 0 |    |   |
| Peter Utriainen  | 1960-11-20 | Östers IF         | 4 | 0 | 0 |    |   |
| Pasi Jaakonsaari | 1959-03-27 | HJK Helsinki      | 3 | 0 | 3 | 11 | 4 |
| Kai Haaskivi     | 1955-12-28 | Cleveland Force   | 2 | 0 | 1 |    |   |
| Jyrki Nieminen   | 1951-03-30 | AIK Solna         | 2 | 0 | 1 |    |   |
| Juha Dahllund    | 1954-03-20 | HJK Helsinki      | 2 | 0 | 0 | 21 | 0 |
| Juha Annunen     | 1960-04-16 | Kuusysi Lahti     | 0 | 2 | 0 |    |   |
| Aanval           |            |                   |   |   |   |    |   |
| Juhani Himanka   | 1956-04-19 | Lillestrøm SK     | 9 | 0 | 1 |    |   |
| Atik Ismail      | 1957-01-05 | HJK Helsinki      | 6 | 1 | 1 |    |   |
| Ari Valvee       | 1960-12-01 | FC Haka           | 2 | 5 | 2 | 15 | 5 |
| Vesa Mars        | 1961-03-01 | KPV Kokkola       | 1 | 1 | 0 | 2  | 0 |
| Anders Backman   | 1954-02-06 | KPV Kokkola       | 0 | 2 | 0 |    |   |

Finse voetbalbond · A-internationals · Bondscoaches · Statistieken · Fins vrouwenelftal · Olympisch elftal · Finland U21 · Finland U20 · Finland U19 · Finland U18 · Finland U17 · Finland U16
1911 – 1919 ·
1920 – 1929 ·
1930 – 1939 ·
1940 – 1949 ·
1950 – 1959 ·
1960 – 1969 ·
1970 – 1979 ·
1980 – 1989 ·
1990 – 1999 ·
2000 – 2009 ·
2010 – 2019 ·
2020 − 2029
EK 2020
OS 1912 ·
OS 1936 ·
OS 1952 ·
OS 1980
1911 · 
1912 · 
1913 · 
1914 · 
1915 · 1916 · 1917 · 1918 · 
1919 · 
1920 · 
1921 · 
1922 · 
1923 · 
1924 · 
1925 · 
1926 · 
1927 · 
1928 · 
1929 · 
1930 · 
1931 · 
1932 · 
1933 · 
1934 · 
1935 · 
1936 · 
1937 · 
1938 · 
1939 · 
1940 · 
1941 · 
1942 · 
1943 · 
1944 · 
1945 · 
1946 · 
1947 · 
1948 · 
1949 · 
1950 · 
1952 · 
1952 · 
1953 · 
1954 · 
1955 · 
1956 · 
1957 · 
1958 · 
1959 · 
1960 · 
1961 · 
1962 · 
1963 · 
1964 · 
1965 · 
1966 · 
1967 · 
1968 · 
1969 · 
1970 · 
1971 · 
1972 · 
1973 · 
1974 · 
1975 · 
1976 · 
1977 · 
1978 · 
1979 · 
1980 · 
1981 · 
1982 · 
1983 · 
1984 · 
1985 · 
1986 · 
1987 · 
1988 · 
1989 · 
1990 · 
1991 · 
1992 · 
1993 · 
1994 · 
1995 · 
1996 · 
1997 · 
1998 · 
1999 · 
2000 · 
2001 · 
2002 · 
2003 · 
2004 · 
2005 · 
2006 · 
2007 · 
2008 · 
2009 · 
2010 · 
2011 · 
2012 · 
2013 · 
2014 · 
2015 · 
2016 · 
2017 · 
2018 ·
2019 ·
2020
Albanië ·
Algerije ·
Andorra ·
Armenië ·
Azerbeidzjan ·
Bahrein ·
Barbados ·
België ·
Bermuda ·
Bolivia ·
Bosnië en Herzegovina ·
Brazilië ·
Bulgarije ·
Canada ·
Chili ·
China ·
Colombia ·
Costa Rica ·
Cyprus ·
Denemarken ·
DDR ·
(West-)Duitsland ·
Ecuador ·
Egypte ·
Engeland ·
Estland ·
Faeröer ·
Frankrijk ·
Georgië ·
Griekenland ·
Honduras ·
Hongarije ·
Ierland ·
IJsland ·
India ·
Irak ·
Israël ·
Italië ·
Japan ·
Jemen ·
Joegoslavië ·
Jordanië ·
Kameroen ·
Kazachstan ·
Koeweit ·
Kosovo ·
Kroatië ·
Letland ·
Liechtenstein ·
Litouwen ·
Luxemburg ·
Maleisië ·
Malta ·
Marokko ·
Mexico ·
Moldavië ·
Montenegro ·
Nederland ·
Noord-Ierland ·
Noord-Korea ·
Noord-Macedonië ·
Noorwegen ·
Oekraïne · 
Oman ·
Oostenrijk ·
Peru ·
Polen ·
Portugal ·
Qatar ·
Roemenië ·
Rusland ·
San Marino ·
Saoedi-Arabië ·
Schotland ·
Servië ·
Servië en Montenegro ·
Singapore ·
Slovenië ·
Slowakije ·
Sovjet-Unie ·
Spanje ·
Thailand ·
Trinidad en Tobago ·
Tsjechië ·
Tsjecho-Slowakije ·
Tunesië ·
Turkije ·
Uruguay ·
Verenigde Arabische Emiraten ·
Verenigde Staten ·
Wales ·
Wit-Rusland ·
Zuid-Korea ·
Zweden ·
Zwitserland
België (2021) · 
Denemarken (2021) · 
Rusland (2021)